# Zápolya

Wapenschild van de familie Zápolya

Zápolya of Szapolyai is een adelsgeslacht in het koninkrijk Hongarije in de tweede helft van de 15e eeuw en de vroege 16e eeuw. Jan I Zápolya werd zelfs koning van Hongarije, maar regeerde de facto enkel over het oostelijke deel van het land, dat later de naam Oost-Hongaars koninkrijk kreeg.

## Geschiedenis

### Afkomst
Het vroegst gekende lid van de familie heette László Vajdafi Szapolyai, een Slavoonse edelman met landgoederen in het voormalige comitaat Pozsega, waaronder het dorp Zapolje in de huidige gemeente Rešetari (Kroatië), waaraan de familie haar naam dankt.
Diens oudste zoon Imre was het eerste lid van de familie die het aanzien van echte baron van het koninkrijk bereikte toen de Hongaarse koning Matthias Corvinus hem rond 1460 tot opperste schatbewaarder benoemde. De plotse opkomst van Imre en zijn twee broers Miklós en István tijdens de heerschappij van Matthias Corvinus leidden tot latere theorieën over een familiale band met de koninklijke familie Hunyadi. Het gemeenschappelijke verschijnen van de wapenschilden van de families Zápolya, Hunyadi en Szilágyi ondersteunt deze theorie. Bovendien was de moeder van Matthias Corvinus een Szilágyi.
Het Zápolya-wapenschild met de wolf is bijvoorbeeld samen met het Hunyadi-wapenschild afgebeeld op de tombe van Matthias Corvinus' vader, Jan Hunyadi. Volgens een theorie was Jan Hunyadi's moeder een Zápolya en volgens een andere was Imre Zápolya een halfbroer van Matthias Corvinus. Geen van deze theorieën kan echter worden bewezen en geen enkel lid van het geslacht Zápolya beroepte zich op een verwantschap met de Hunyadi's.

### Hoogtepunt

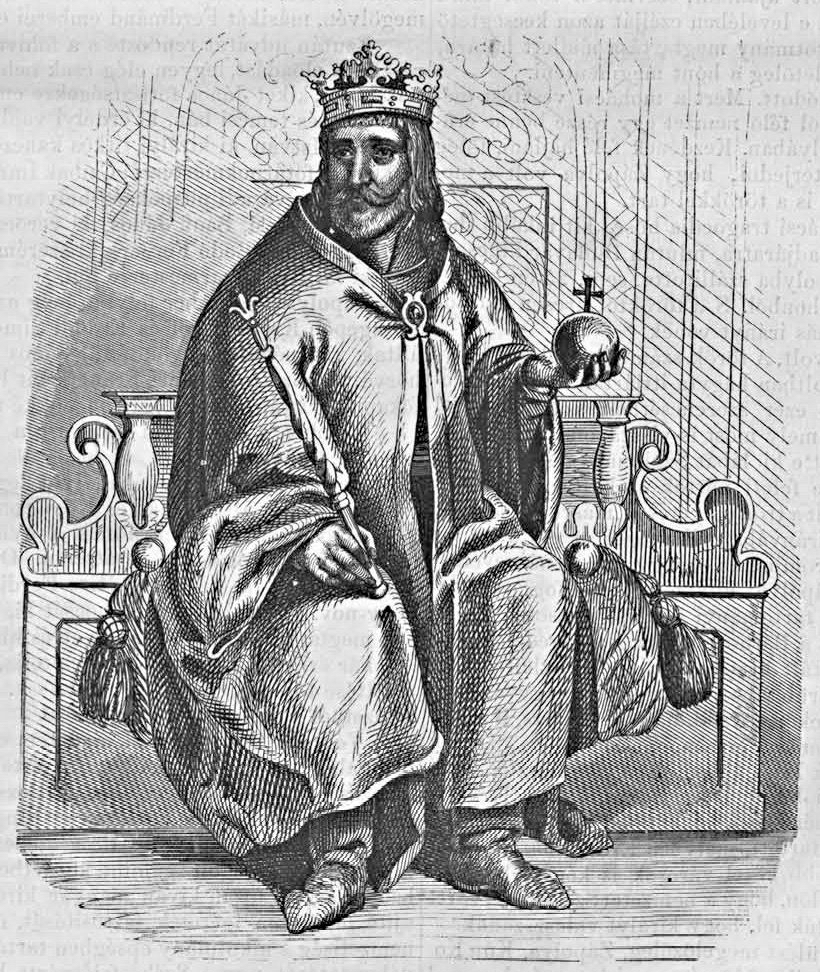
Jan I Zápolya

In 1510 of 1511 werd Jan Zápolya door de Boheems-Hongaarse koning Vladislav II met het vojvodschap Zevenburgen beleend en was van 1526 tot zijn dood in 1540 koning van Hongarije, Dalmatië en Kroatië. Aangezien zijn tegenstander, de Habsburgse keizer Ferdinand I dezelfde titel claimde en het westen van Hongarije controleerde, heerste Jan Zápolya slechts over een oostelijk deel van het land, dat later de naam Oost-Hongaars koninkrijk kreeg.
De zoon en opvolger van Jan Zápolya, Jan Sigismund, verkreeg in 1551 van de keizer (in diens hoedanigheid van koning van Bohemen) de Silezische hertogdommen Opole en Ratibor, nadat hij afstand had gedaan van Zevenburgen en het Hongaarse koningschap. In 1556 werd hij echter opnieuw koning van Hongarije en heerser van Zevenburgen onder Ottomaanse suzereiniteit. In 1570 werd hij dan weer als vorst van Zevenburgen erkend door keizer Ferdinand, nadat hij opnieuw afstand had gedaan van de Hongaarse koningstitel.

## Vooraanstaande leden
- Barbara Zápolya (±1495-1515), koningin van Polen
- Jan Zápolya (1487-1540), vojvoda van Zevenburgen, koning van Hongarije
- Jan Sigismund Zápolya, koning van Hongarije en vorst van Zevenburgen